# قرار مجلس الأمن التابع للأمم المتحدة رقم 2037
قرار مجلس الأمن التابع للأمم المتحدة رقم 2037، المتخذ بالإجماع في 23 فبراير 2012.

## روابط خارجية
- نص القرار في undocs.org